# Collada de les Planes
La Collada de les Planes és una collada de 408,5 m alt del terme comunal de Castellnou dels Aspres, a la comarca del Rosselló, de la Catalunya del Nord.
Està situada a l'oest del terme de Castellnou dels Aspres, molt a prop del límit amb Cameles, a la carretera D48 (Tuïr - Fontcoberta).